# سيغرون وودارس
سيغرون جراو (ولدت باسم لودفيغ، ثم وودارس، من مواليد 7 نوفمبر 1965) هي رياضية سابقة في المسافات المتوسطة من ألمانيا الشرقية

## مسيرة رياضية
ولدت سيغرون وودارس في كاليس الجديدة [الإنجليزية] مكلنبورغ فوربومرن . بدأت بسباق 400 م حواجز في شفيرين واحتلت المركز الرابع في بطولة 1981 الأوروبية للناشئين. ثم بدلت النوادي وتغيرت إلى  800 م مثل زميلتها الجديدة في النادي، كريستين واتشيل [الإنجليزية]، التي أصبحت أيضًا  فيما بعد أقرب منافس لها.
تنافس الآن تحت اسم وودارس، فازت بأول لقب وطني لها في عام 1986 واحتلت المركز الثاني في بطولة أوروبا في شتوتغارت، خلف ناديجدا أوليزارينكو من الاتحاد السوفيتي.

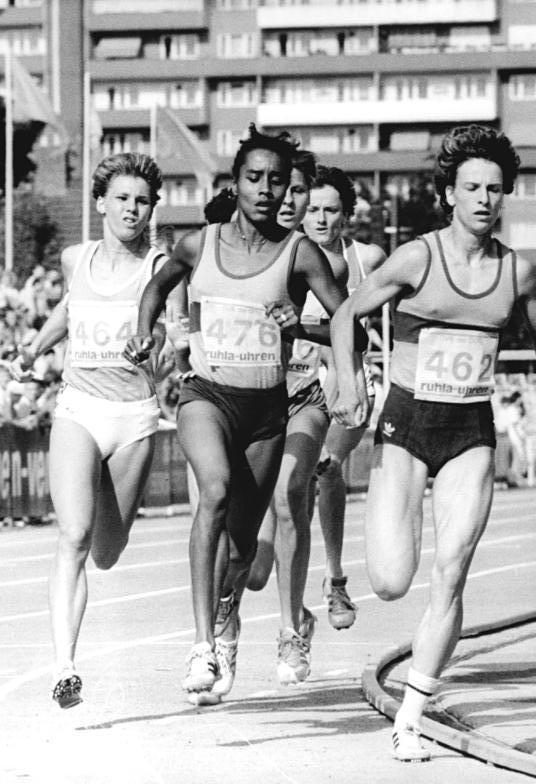
سيغرون ودارس (يمين) عام 1989

في عام 1987، خسرت سبع مرات من أصل ثماني مرات أمام واتشيل، لكن السباق الذي فازت به كان بطولة العالم لألعاب القوى في روما، حيث هزمتها في آخر المطاف. كرر الاثنان النهاية في الأولمبياد الصيفية لعام 1988 في سول.
أكملت وودارس مجموعتها من الألقاب بفوزها أيضًا ببطولة أوروبا 1990 في سبليت، والذي يُعد لقبها الأخير. انفصلت وشاركت باسم سيغرون جراو في بطولة العالم 1991 ودورة الألعاب الأولمبية 1992، ووصلت إلى الدور نصف النهائي في المرتين. تقاعدت بعد أولمبياد برشلونة وتعمل حاليًا أخصائية علاج طبيعي .

## روابط خارجية
- سيغرون وودارس على موقع الاتحاد الدولي لألعاب القوى (الإنجليزية)
- سيغرون وودارس على موقع اللجنة الأولمبية الدولية (الإنجليزية)
- سيغرون وودارس على موقع أوليمبيديا (الإنجليزية)